# Aeroporto Gotō-Fukue
L'Aeroporto Gotō-Fukue (五島福江空港?, Gotō Fukue Kūkō) (IATA: FUJ, ICAO: RJFE) è un aeroporto giapponese situato nei pressi della città Gotō, al largo della costa occidentale di Kyūshū in Giappone. L'aeroporto, indicato di terza classe dalle autorità dell'aviazione civile giapponese, serve anche la vicina città Fukue.

## Statistiche
Questo grafico non è disponibile a causa di un problema tecnico.
Si prega di non rimuoverlo.
Vedi la query Wikidata di origine.